# 張煒
張 煒（ちょう い、1956年11月7日—）は、中華人民共和国の小説家。代表作に小説『你在高原』。現職は山東省作家協会主席、竜口市万松浦書院院長。

## 略歴
原籍は山東省棲霞市で、1956年11月7日に山東省竜口市に生まれた。
1975年、彼は作品を発表し始めた。
1980年煙台師範専科学校（現在の魯東大学）卒業。
1982年に中国作家協会に加入し会員となった。

## 作品
- 『古船』
- 『我的田園』
- 『九月寓言』（日本語版『九月の寓話』、坂井洋史訳、彩流社、2007年1月、ISBN 9784779112355）
- 『柏慧』
- 『家族』
- 『懷念与追憶』
- 『遠河遠山』
- 『外省書』
- 『能不憶蜀葵』
- 『西郊』
- 『醜行或浪漫』
- 『刺猬歌』
- 『你在高原』
- 『半島哈里哈気』

## 受賞
短篇小説『声音』、1982年全国短篇小説賞。
短篇小説『一潭清水』、1984年全国短篇小説賞。
長篇小説『古船』、人民文学出版社1985年-1986年長篇小説賞。
長篇小説『九月寓言』、上海第二届中長篇小説大賞一等賞、全国優秀長篇小説賞。（『九月寓言』修訂版、八五期間全国優秀長篇小説賞。）
長篇小説『外省書』、第一回斉魯文学賞。
短篇小説『東萊五記』、第七届人民文学賞。
長篇小説『丑行或浪漫』、中国暢銷書賞、中国最美的書賞。
『你在高原』、『亜洲周刊』2010年全球華文十大小説榜首；第九届華語文学伝媒大賞2010年年度作家；第八回茅盾文学賞。